# Pterolophia pluricarinipennis
Pterolophia pluricarinipennis är en skalbaggsart som beskrevs av Stefan von Breuning 1969. Pterolophia pluricarinipennis ingår i släktet Pterolophia och familjen långhorningar. Inga underarter finns listade i Catalogue of Life.